# Grinstad
Grinstad är kyrkbyn i Grinstads socken i Melleruds kommun,  belägen cirka 30 km norr om Vänersborg och cirka 10 km söder om Mellerud.
I Grinstad finns Grinstads kyrka, ett hembygdsmuseum och en lanthandel.
Museet flyttade efter innehavarens död och finns nu i södra flygeln vid Bolstads Prästgård

## Personer från orten
Svensk-amerikanske konstnären Carl Oscar Borg föddes i Grinstad, son till en soldat. Han utvandrade till USA som mycket ung, men vistades i Sverige i slutet på 1930-talet och under beredskapsåren. I Sverige är han känd för målningen Dalaborgs förstöring. 